# Sloanea schomburgkii
Sloanea schomburgkii är en tvåhjärtbladig växtart som beskrevs av Richard Spruce och George Bentham. Sloanea schomburgkii ingår i släktet Sloanea och familjen Elaeocarpaceae. Inga underarter finns listade i Catalogue of Life.